# Bessone
Bessone is een Argentijns historisch merk van motorfietsen.
Bessone produceerde DKW-motorfietsen in licentie. Daarnaast maakte men eigen 125cc-motorfietsen en 125- en 150cc-scooters.
In 1963 produceerde men de Veloneta, een goed verkopende 150cc-scooter naar Italiaans ontwerp.